# Turkisk hassel
Turkisk hassel, Corylus colurna, är ett träd som återfinns i sydöstra Europa och sydvästra Asien. Utbredningsområdet sträcker sig från Serbien, Bulgarien och Grekland över Turkiet till Kaukasus och norra Iran. Arten odlas som park- och gatuträd i Sverige.

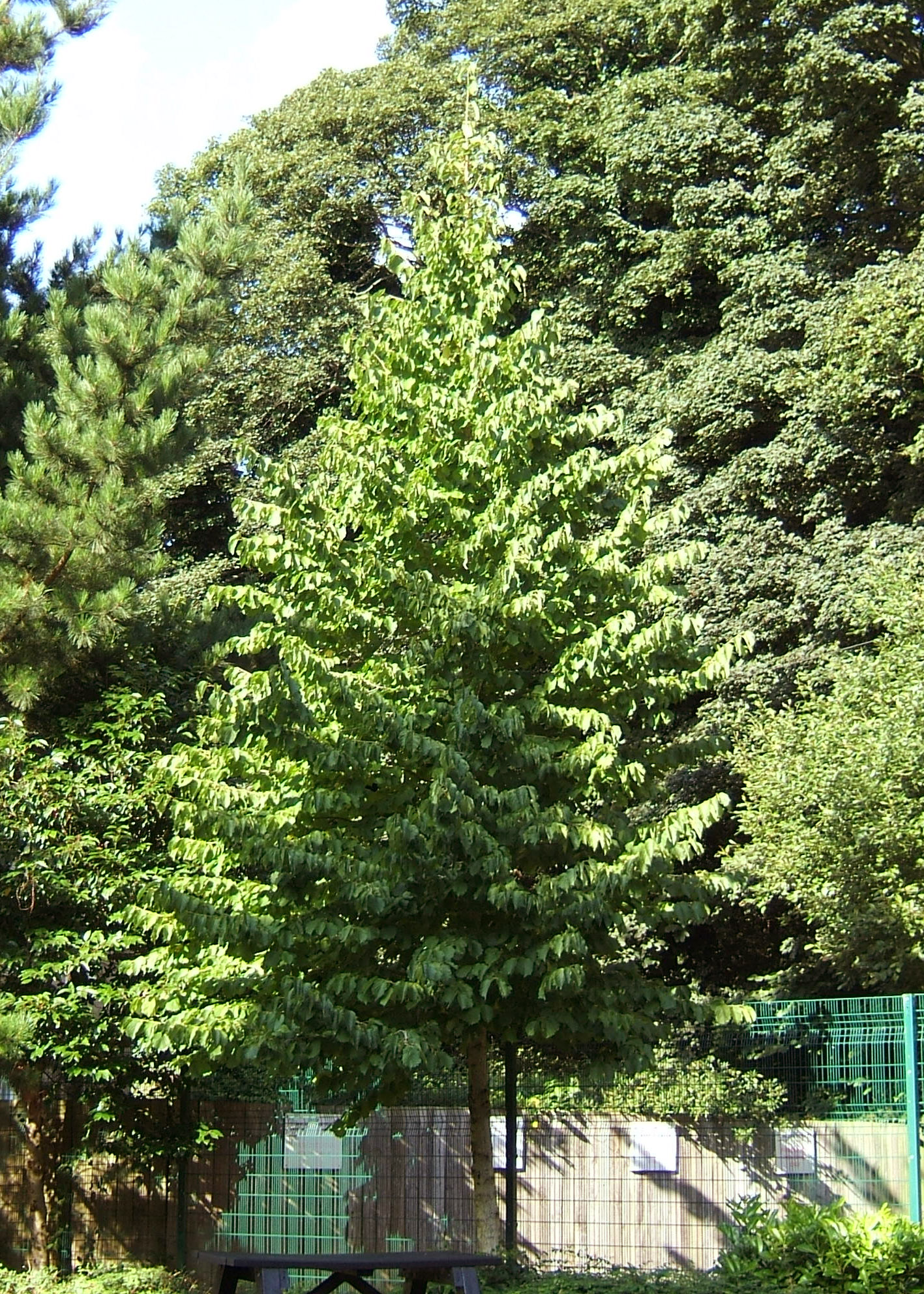
Ungt träd
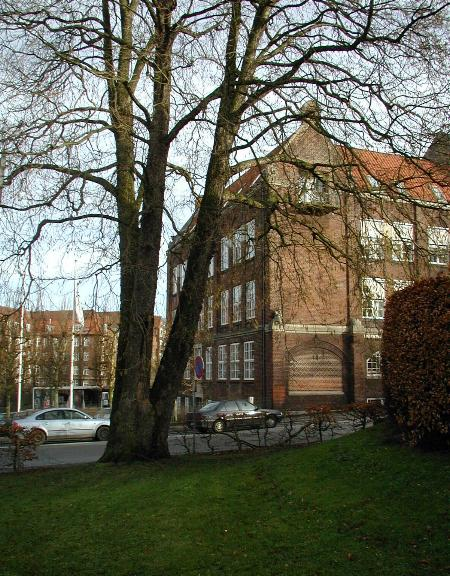
Trädet vintertid
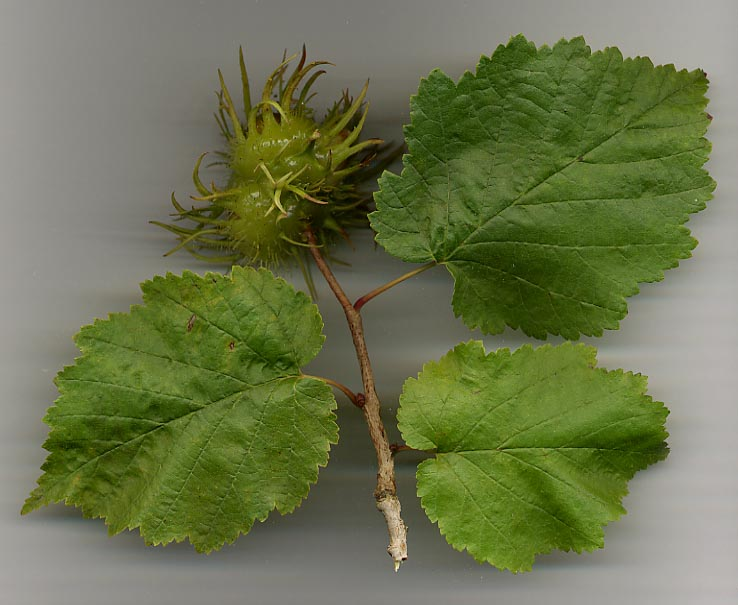
Blad och nöt
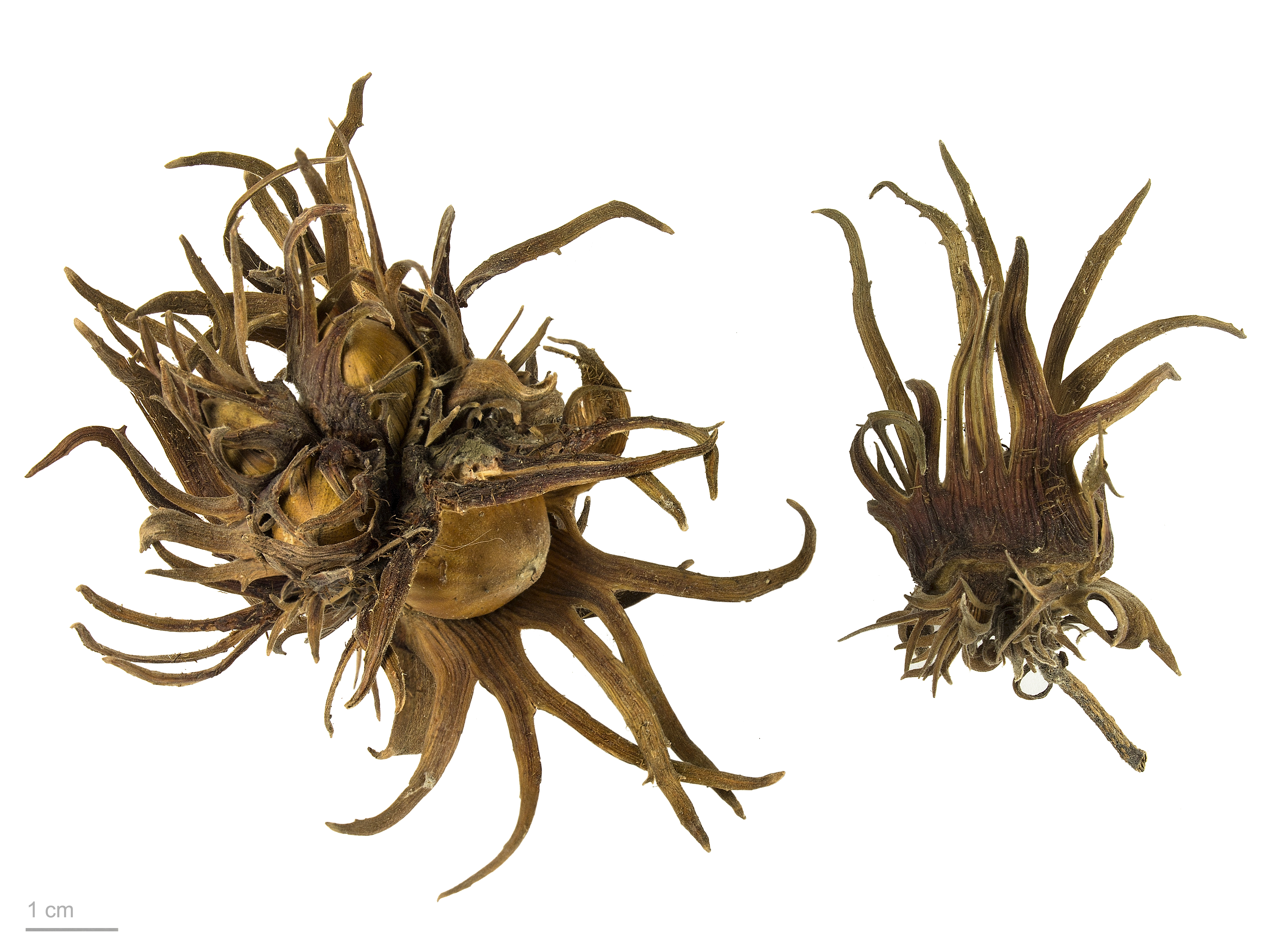
Corylus colurna - Museum specimen